# کریم‌آباد (بهار)
کریم‌آباد (بهار)، روستایی از توابع بخش صالح‌آباد شهرستان بهار در استان همدان ایران است.

## جمعیت
این روستا در دهستان صالح‌آباد قرار دارد و براساس سرشماری مرکز آمار ایران در سال ۱۳۹۵، جمعیت آن ۱۷۱۷ نفر (۴۶۴ خانوار) بوده‌است.
نخبگان کشوری و استانی در این روستا رو به افزایش میباشد واهالی این روستا عموما کشاورز هستند و عمده تولیدات این روستا سیب زمینی و سیر و گندم و جو میباشد شغل دوم اکثر اهالی راننده کامیون می باشند.مردم این روستا از سه طایفه اصلی جعفری ،عزیزی و نه ترکی میباشند این روستا پنج شهید در راه دفاع از انقلاب اسلامی و وطن عزیزمان تقدیم کرده است.